# 超次元大戦 ネプテューヌVSセガ・ハード・ガールズ 夢の合体スペシャル
『超次元大戦 ネプテューヌVSセガ・ハード・ガールズ 夢の合体スペシャル』（ちょうじげんたいせん ネプテューヌ バーサス セガ・ハード・ガールズ ゆめのがったいスペシャル）は、コンパイルハートより2015年11月26日に発売されたPlayStation Vita用ゲームソフト。
または『Re;Birthシリーズ』と同じ、日本語対応したMicrosoft Windows用では2017年6月13日に配信開始。

## 概要
「ネプテューヌシリーズ」の「プラネプテューヌ女神たち」と『セガ・ハード・ガールズ』、同一モチーフの擬人化キャラクターたちが共演する外伝作品。開発元は『Re;Birth』のFELISTELLA。
通常版、限定版、PSNダウンロード版の3種類が発売された。
『週刊ファミ通』のクロスレビューでシルバー殿堂入りした。
2019年、ダウンロード版とDLCの配信を停止した。

## あらすじ
長い戦乱の末、全てが滅んだ世界。少女・アイエフはバイクに乗って各地を冒険していた。アイエフはある時、この世界のすべての歴史が記録されており、そこに収められた歴史書に手を加えれば実際の歴史を書き換えることも可能と伝えられる「大図書館」を訪れた。すると、この図書館に収納されている歴史書が次々と消失してしまう。歴史書の消失はすなわち、世界の歴史の消失を意味する。大図書館の司書・イストワールの計らいでバイクをタイムマシンに改造したアイエフは、この事件の原因を解明し、歴史の混乱を収めるために過去へと旅立つ。
そしてメガドライブの時代、セガサターンの時代、ゲームギアの時代、ドリームキャストの時代をめぐり、各時代の女神やセガ・ハード・ガールズ（セハガール）と力を合わせ、歴史を喰らうものと戦う。

## 登場人物

### 主要人物
アイエフ
声 - 植田佳奈
本作の主人公。本作では文明の滅んだ現代で明るい未来と楽しい事を求め旅をしている冒険家という設定。ある目的のため訪れた大図書館で空から降ってきたセガミと出会ったことで時空を越えた大冒険に出る事になる。本作では戦闘時に変身形態「爆炎覚醒」が追加された。しっかり者のためパーティーのまとめ役を勤める。
瀬賀 初美（せが はつみ）
声 - 新田恵海
本作のもう一人の主人公で、セガの擬人化キャラクター。デザインモチーフはソニック・ザ・ヘッジホッグ。記憶喪失の少女で愛称はセガミで、ネプテューヌはセガミンと呼ぶ。突如アイエフのもとへ降りてきた。記憶喪失だが、歴史崩壊の原因が女神とセハガールの争いであると言い抗争を止めるべくアイエフと共に旅に出る。先端部が『ファンタジーゾーン』のヘビーボムとなっているハンマーを武器とする他、理由は不明だが他のセガ・ハード・ガールに変身する能力が秘められている。リーダー的なカリスマ性を持つが、その突拍子のない発想で周囲を困惑させてしまう事もある。
イストワール
声 - かないみか
この世の歴史を司る大図書館の司書。外見と口調はいわゆる神次元（『V』と『Re;Birth3』）仕様だが顔文字を使わない。アイエフのバイクをタイムマシンに改造した張本人。

### セハガール
メインとなるのは下記の4人で他のセハガールは拠点でのサポートメンバーとして登場。
ドリームキャスト
声  - M・A・O
「ドリームキャスト」を擬人化したキャラクター。ドリキャスコントローラー型のティアラをつけている。正義感溢れる性格故、当初アイエフやセガミをうずめからの刺客と勘違いしてしまう。
セガサターン
声 - 高橋未奈美
「セガサターン」を擬人化したキャラクター。左胸にABCXYZボタンがついている。ある言い伝えからネプテューヌと対立している。
メガドライブ
声 - 井澤詩織
メガドライブを擬人化したキャラクター。メガドラパッドを模したABCボタンのついた髪留めをしている。眼鏡をかけている。プルルートになつかれているが、相手にしておらず更にこの時代の人物ではないアイエフ達も敵視しだす。
ゲームギア
声 - 田中美海
ゲームギアを擬人化したキャラクター。フードをかぶっている。彼女の時代の状況上、上記の3人とは違い特にネプギアに敵意は持っていないがアイエフ達にすぐに立ち去れと警告してくる。

### 女神
本作では上記の主要セハガールに対応する下記の4人が登場。
ネプテューヌ / パープルハート
声 - 田中理恵
シリーズ本編の主人公、本作はセガサターンの時代で登場する女神。歴史消失の際でアイエフのバイクに憑りつき、物語上の本人はオートバイの姿になっているが、本人のコピー体として戦闘参加する事も可能（別時間軸の本人は後に正式加入）。女神とセハガールの争いの激化は彼女の弱さにあるらしいが、本人はどこ吹く風の様子をみせる。
ネプギア / パープルシスター
声 - 堀江由衣
ゲームギアの時代で登場する女神。ネプテューヌとの姉妹設定は健在だが、時代は違うため面識がない。自分の時代ではゲームが争いの原因たる存在とされている現状に心を痛めている。
プルルート / アイリスハート
声 - 花澤香菜
メガドライブの時代で登場する女神。暑いダンジョン内でバイク（ネプテューヌ）に轢かれるまでお昼寝中だったという天然な面をみせる一方、女神化した際はアイエフ達に迫るドSな面もみせる。
天王星 うずめ（てんのうぼし - ） / オレンジハート
声 - 本多真梨子
ドリームキャストの時代で登場する女神。ドリームキャストが世界を滅ぼそうとしている張本人と思い込んでいる。

### その他
歴史を喰らうもの
声 - 不明
正体不明の異形の怪物で、その名の通り歴史を喰らい世界を滅ぼそうとする存在。

## 主題歌
オープニングテーマ「Symmetric Generation」
作詞・歌 - nao / 作曲・編曲 - 悠木真一
エンディングテーマ「History」
作詞 - まるちきのこ / 作曲・編曲 - KOH / 歌 - marina

## ドラマCD
限定版特典としてドラマCD『楽屋裏のガールズ☆トーク』が同梱されている。

収録内容は、ゲームの発売を記念して登場キャラクターたち10人が打ち上げで盛り上がって会話をしている様子を収録している。イストワールは身体の大きさの問題で、お店に入店できないため打ち上げには参加していないが、冒頭で解説者として少し登場している。